# Exochus punctus
Exochus punctus là một loài tò vò trong họ Ichneumonidae.